# Kesselgrotte

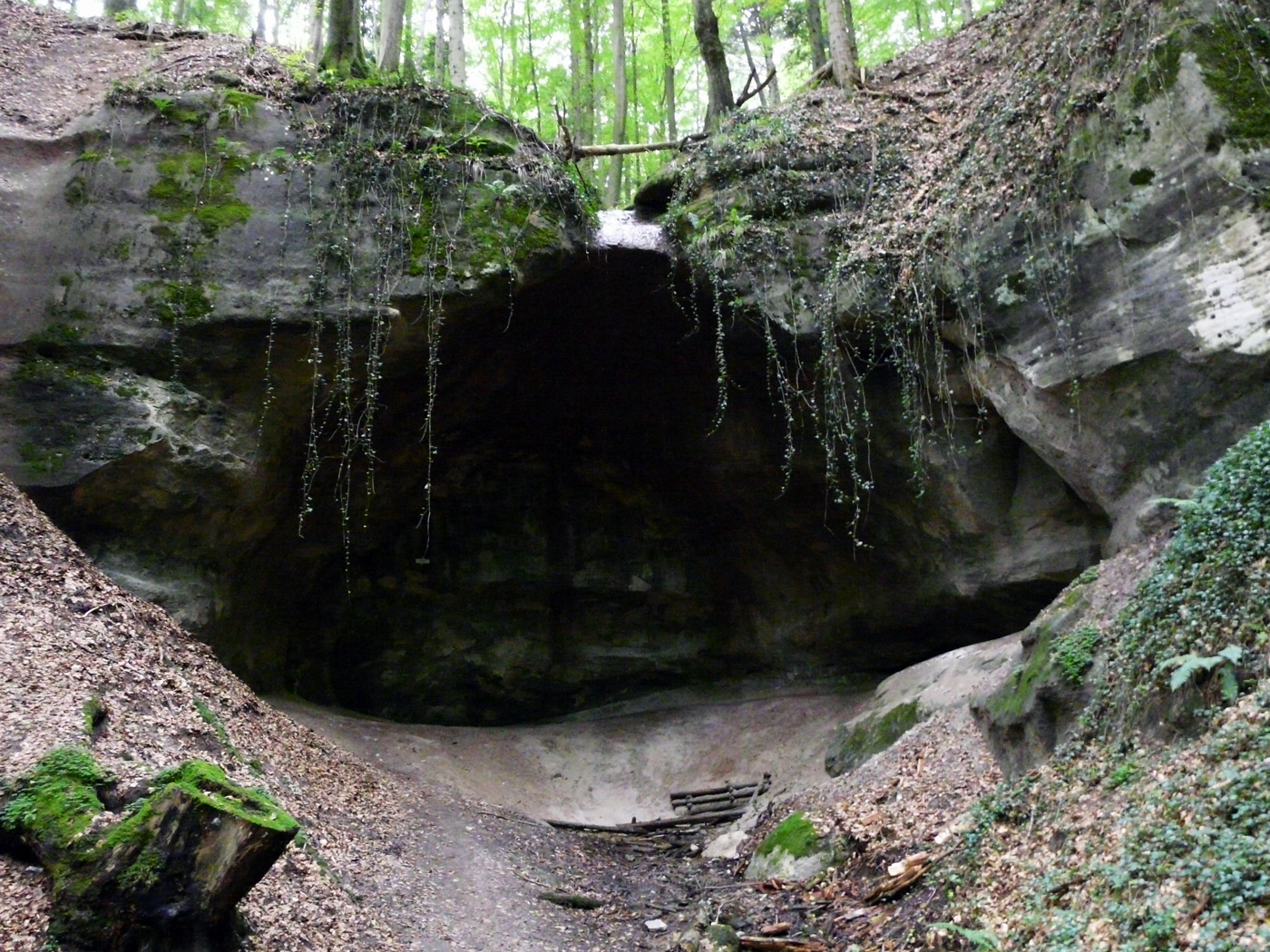
Kesselgrotte

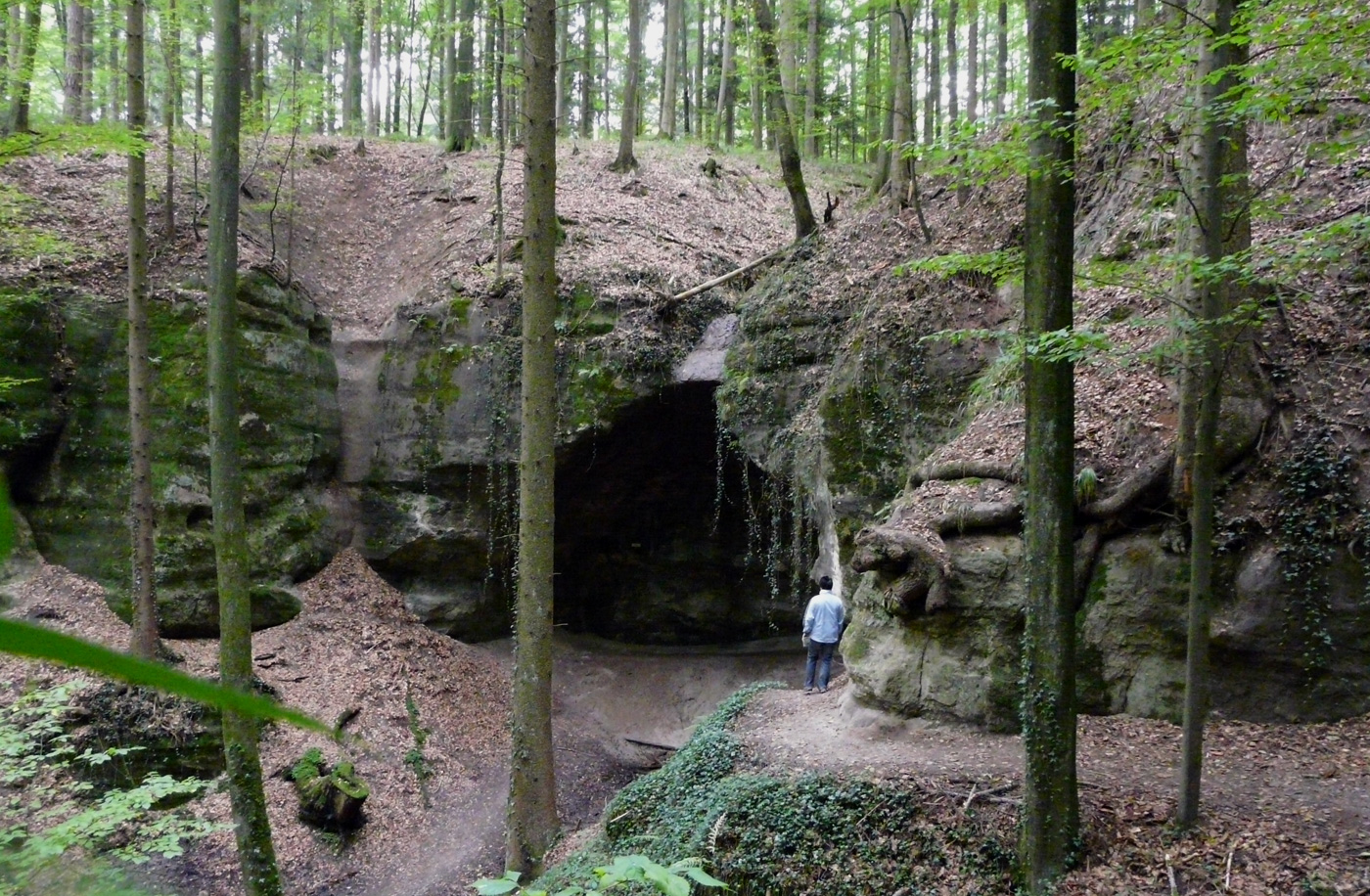
Kesselgrotte

Die Kesselgrotte ist eine durch Verwitterung entstandene Sandsteingrotte rund zwei Kilometer westlich von Welzheim in Baden-Württemberg im Unterraum Vorderer Welzheimer Wald des Naturraums Schurwald und Welzheimer Wald, über die ein Wasserfall stürzt. Sie ist eine von vielen Grotten im Welzheimer Wald, welche zum Teil bizarre Felsformationen zeigen. 
Sie ist eine der landschaftstypischen Hohlkehlenbildungen des oberen Stubensandsteins, die den oberen Beginn zahlreicher Klingen markieren und entstanden sind, weil unter einer härteren Sandsteinbank eine weichere liegt. Im Grundriss sind sie halbkreis- bis hufeisenförmig. Das am Fels abrinnende Wasser hat im Zusammenspiel mit der Verwitterung die weichere Sandsteinschicht unterhalb grottenartig ausgehöhlt. Die härtere Deckenschicht ist, hier wie meistens, mittig eingekerbt. Die Kesselgrotte ist ca. 8 m hoch, ca. 10 m breit und ca. 7 m tief.
Der kleine Bach, der unterhalb des Gehöfts Lettenstich entspringt, fällt schon kurz nach der Quelle auf etwa 480 m ü. NHN über die rund acht Meter hohe Sandsteinstufe und entwässert nach etwa anderthalb Kilometern Bachstrecke über den Buchbach und dann den Edenbach nahe der Laufenmühle in die Wieslauf, einen der Zuflüsse der Rems. Durch die Grotte führt ein schmaler Wanderpfad, der Teil des geologischen Lehrpfades des Naturparks Schwäbisch-Fränkischer Wald ist.
Die Kesselgrotte ist sowohl als flächenhaftes Naturdenkmal und unter dem Namen Kesselgrotte ESE vom Lettenstich NE Langenberg auch als Geotop geschützt.